# Swedish Incubators & Science Parks
Swedish Incubators & Science Parks (SISP) är en medlemsbaserad branschförening för Sveriges inkubatorer och science parks. Föreningen har 65 medlemmar och driver närmare 80 olika innovationsmiljöer på olika platser i Sverige som tillsammans har över 5 000 företag och cirka 72 000 sysselsatta.